# Slabi metali
Slabi metali su kemijska skupina elemenata u p-bloku koji se nalaze između polumetala i prijelaznih metala. Slabi metali su aluminij, galij, indij, kositar, talij, olovo, bizmut, nihonij, flerovij, moskovij, livermorij.